# Велика Хвороща
Вели́ка Хвороща (історична назва — Велика Фороща) — хутір у Самбірському районі, який належить до Новокалинівська міська рада. Населення - 2 осіб.
Велика Хвороща — давній присілок села Лука, розташований за 3 км на північ від вказаного населеного пункту. На північ від Форощі починаються болота, які тягнуться аж до Дністра.

## Перейменування
7.5.1946 в Дублянському районі перейменували хутір Хвороща Велика Білино-Великівської сільської Ради на хутір Велика Хвороща.

## Культові споруди
У 18 ст. в Форощі існував жіночий монастир. Обитель була розташована на місці, де зараз храм свв. Петра і Павла. Монастир згадується в джерелах лише двічі: у 1716 та 1719 рр. В цьому часі ігуменя Форощанського монастиря Марта (Винницька) та черниця Анатолія (Желізна) провадили судовий процес із своїми сусідами. Ймовірно, монастир перестав існувати вже в першій половині 18 ст. 
У 1759 р. о. Панько Головчинський виступає в джерелах як Форощанський капелан. Згідно з вироком Перемишльського єпископського суду цей священик мав зректися прав на посідання землі Форощанської капеланії. На підставі цієї згадки можна зробити припущення, що монастир у цьому часі вже не існував. В реляціях Перемишльських унійних (греко-католицьких) єпископів з 60-х рр. 18 ст. про стан своєї єпархії обитель не згадується. 
У 1775 р. в Форощі, на той час присілку села Лука, існувала філіальна церква святих апостолів Петра і Павла. Вона була перенесена із одного з сіл Перемишльської єпархії.
Існуючу дерев'яну церкву, збудовану в 1720-х роках перенесли до Форощі у 1868 році з сусіднього с.Лука. Святиня ремонтована у 1904 році. Закрита по Другій світовій війні у 1948 році. У 1990 році греко-католицька громада провела ремонт будівлі.
Станом на 2015 рік двічі на рік у церкві проходить служба.